# Marathon de Paris 2013
Navigation
2012 2014
Le Marathon de Paris 2013, officiellement le Schneider Electric Marathon de Paris, est la 37e édition du Marathon de Paris, en France, qui a lieu le dimanche 7 avril 2013.

## Résultats
Les résultats du Marathon de Paris 2013 chez les hommes, femmes et handisport :

### Hommes
| Rang | Athlète               | Nationalité | Temps           |
| ---- | --------------------- | ----------- | --------------- |
|      | Peter Some            | Kenya       | 2 h 05 min 36 s |
|      | Tadese Tola           | Éthiopie    | 2 h 06 min 33s  |
|      | Eric Ndiema           | Kenya       | 2 h 06 min 34 s |
| 4    | Chikuala Bacha Merges | Éthiopie    | 2 h 06 min 56 s |
| 5    | Philip Sanga          | Kenya       | 2 h 06 min 57 s |
| 6    | Sylvester Teimet      | Kenya       | 2 h 08 min 15 s |
| 7    | Sahle Warga           | Éthiopie    | 2 h 08 min 19 s |
| 8    | Abraham Girma         | Éthiopie    | 2 h 08 min 20 s |
| 9    | Gezahegn Alemayehu    | Éthiopie    | 2 h 09 min 57 s |
| 10   | Gilbert Masai         | Kenya       | 2 h 10 min 27 s |

### Femmes
| Rang | Athlète           | Nationalité | Temps           |
| ---- | ----------------- | ----------- | --------------- |
|      | Boru Tadese       | Éthiopie    | 2 h 21 min 04 s |
|      | Merima Mohammed   | Éthiopie    | 2 h 23 min 14 s |
|      | Eunice Kirwa      | Kenya       | 2 h 23 min 34 s |
| 4    | Dinknesh Tefera   | Éthiopie    | 2 h 25 min 09 s |
| 5    | Agnes Kiprop      | Kenya       | 2 h 25 min 22 s |
| 6    | Fantu Jimma       | Éthiopie    | 2 h 28 min 03 s |
| 7    | Amane Gobena      | Éthiopie    | 2 h 29 min 36 s |
| 8    | Shitaye Bedaso    | Éthiopie    | 2 h 34 min 40 s |
| 9    | Carmen Oliveras   | France      | 2 h 35 min 57 s |
| 10   | Aline Camboulives | France      | 2 h 36 min 44 s |